# Sun He (Zixiao)
En aquest nom xinès, el cognom és Sun.
Sun He (224 – 253), nom estilitzat Zixiao (子孝), formalment conegut com l'Emperador Wen (文皇帝), va ser un fill i el príncep hereu de l'emperador fundador de Wu Oriental, Sun Quan, durant el període dels Tres Regnes de la història xinesa. Ell mai va ascendir al tron, i de fet va ser despullat de la seva posició com a príncep hereu pel seu pare, però després que el seu fill Sun Hao va esdevenir emperador, ell va ser honorat a títol pòstum amb un títol imperial.